# Sunchales
Sunchales is een plaats in het Argentijnse bestuurlijke gebied Castellanos in de provincie Santa Fe. De plaats telt 30.000 inwoners.